# Baghdadi Mahmudi

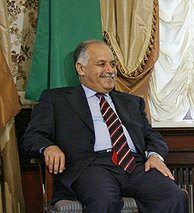

Baghdadi Ali Mahmudi (em árabe: البغدادي علي المحمودي) foi secretário do Comitê Geral do Povo (primeiro-ministro) da Líbia de 5 de março de 2006 até o dia 1 de setembro de 2011, quando foi reconhecido o colapso do Comitê Geral do Povo e a ascensão do Conselho Nacional de Transição, como resultado da Guerra Civil Líbia de 2011. É diplomado em medicina, especializado em obstetrícia e ginecologia, e atuou como vice-primeiro-ministro do primeiro-ministro Shukri Ghanem a partir de 2003, época em que foi nomeado para substituí-lo. Fez parte do círculo íntimo de Muammar Gaddafi até sua fuga em meados de 2011. Foi preso na Tunísia por entrada ilegal na fronteira e ficou detido por seis meses, embora isso tenha sido anulado posteriormente em recurso, no entanto um tribunal tunisiano decidiu extraditar Mahmoudi para a Líbia por solicitação do Conselho Nacional de Transição.